# Fórmula estructural

La fórmula estructural de l'aigua segons l'Estructura de Lewis

La fórmula estructural d'un compost químic és una representació gràfica de l'estructura molecular, que mostra com s'ordenen o distribueixen espacialment els àtoms. Es mostren els enllaços químics dins la molécula, ja sigui explícitament o implícita. Per tant, aporta més informació que la fórmula molecular o la fórmula desenvolupada. Hi ha tres representacions que es fan servir habitualment en les publicacions: fórmules semidesenvolupades, diagrames de Lewis i en format línia-angle. Altres formats també es fan servir en les bases de dades químiques, com SMILES, InChI i CML.
A diferència de les fórmules químiques o els noms químics, les fórmules estructurals subministren una representació de l'estructura molecular. En química gairebé sempre es descriu una reacció química o síntesi química usant fórmules estructurals en lloc de noms químics, perquè les fórmules estructurals permeten al químic visualitzar les molècules i els canvis que s'esdevenen. Molts compostos químics existeixen en diferents formes isomèriques, que tenen diferents estructures però la mateixa fórmula química global. Una fórmula estructural indica l'ordenació dels àtoms en l'espai mentre que una fórmula química no ho fa.